# Mi amada Beatriz
Mi amada Beatriz es una telenovela venezolana transmitida en el año 1987. Adaptación en color de la telenovela Una muchacha llamada Milagros original de Delia Fiallo. Protagonizada por Catherine Fulop y Miguel Alcántara, con las participaciones antagónicas de Maricarmen Regueiro, Nury Flores, Rosita Vásquez, Carolina López, Marisela Buitrago y Yanis Chimaras quién fue reemplazado por Carlos Cámara Jr., y cuenta con la presentación en la televisión de la (Miss Mundo 1984), Astrid Carolina Herrera.

## Argumento
Beatriz es una buena chica muy alegre y trabajadora, que fue entregada por su madre Maruja al padre Amado Quintana cuando estaba recién nacida, pues su madre estaba en peligro de muerte y para no dejar a su hija desamparada, decide entregarla al sacerdote; la madre de Beatriz nunca llegó a morir e ignora el paradero de su hija, por su parte Beatriz crece al cuidado del sacerdote. Un día, cuando Beatriz es aún adolescente, un grupo de muchachos delincuentes quieren hacerle una broma de mal gusto a esta muchachita indefensa. Quieren espantarla y después tratan de violarla, uno de ellos se llama Arturo Arismendi y está disfrazado como Drácula. Beatriz puede escapar de este ataque, desesperada llega a la casa de una buena mujer llamada Miguelina, la cual compadecida de la pobre muchacha, le permite vivir en su casa y llega a ser como la madre de Beatriz. Después ella tendrá siempre pesadillas por esa terrible experiencia, y sobre todo nunca olvidara la cara espantosa de Drácula. 
Arturo está profundamente arrepentido por la mala acción que hizo en el pasado, paralelamente vuelve a ver a Beatriz, pero ella ignora que Arturo es el hombre que le hizo daño y termina enamorándose de él, así Arturo quiere decirle toda la verdad a Beatriz pero no puede porque él también está enamorado de ella y no quiere perderla. Al mismo tiempo dos mujeres sin escrúpulos: Inés Santaella y Erika, la sobrina de ésta que tiene la misma edad de Beatriz, se aprovechan de la familia Castañeda haciéndoles creer a Maruja y al juez Gustavo Adolfo que Erika es la hija que Maruja entregó al padre Amado años atrás, inmediatamente se van a vivir a la mansión Castañeda a aprovecharse del engaño y casualmente Beatriz también se va a vivir con los Castañeda, pues Maruja quiere educarla ignorando que Beatriz es su verdadera hija. En la casa de los Castañeda, Beatriz debe lidiar con las intrigas de las malas mujeres, que temen que la verdad se descubra y hacen todo lo posible para que Beatriz se vaya de la casa, de igual manera Beatriz es víctima de la antipatía del juez Castañeda, quien la rechaza por ser una muchacha sin educación.
De igual manera Beatriz y Arturo comienzan a salir juntos, pero ella no sabe que Arturo es la misma persona que le causó tanto daño porque él es totalmente diferente sin máscara y Beatriz termina por enamorarse totalmente de él. Mientras tanto la mujer de Arturo desaparece y nadie sabe más nada de ella y todos la creen muerta, así que Beatriz y Arturo pueden casarse. Pero la felicidad de Beatriz es muy breve, porque Arturo en la primera noche de boda, revela a la muchacha su verdadera identidad. Pide mil veces perdón por su horrible acción, está arrepentido y ahora le dice que él ha cambiado, que es un hombre serio , distinto y que está enamoradísimo de ella. Pero ella está demasiado enojada con él y no quiere escuchar nada. No quiere ver más su cara porque para ella él será siempre Drácula. Beatriz le pide inmediatamente el divorcio porque no quiere vivir junto a él. Todos le piden a Beatriz cambiar de decisión, pero ella no quiere verlo más. También el cura le dice a Beatriz que perdone a su marido, pero su dolor es más fuerte que el amor que siente por él y quiere olvidarlo para siempre.
Mientras tanto en la casa de Arturo, hay una mujer muy mala, Ofelia, que es la mamá de la primera mujer de Arturo y quiere poner a la hija de Arturo en contra de Beatriz y su plan funciona perfectamente. Arturo está enamorado de Erika que es muy mala y ambiciosa. Beatriz está triste y sabe que Arturo no es feliz al lado de Erika. También de ella está enamorada un hombre malo llamado "El Griego", que quiere sólo aprovecharse de ella. 
Después de muchos pensamientos y remordimientos, ella está dispuesta a perdonar a su único y gran amor, Arturo, porque entiende que ahora es un hombre muy bueno y está enamorado verdaderamente de ella. Pero su felicidad dura muy poco porque Erika quiere destruir a Beatriz, y su maldad llega hasta el punto de provocarle un accidente a Beatriz para que queda ciega. Erika es llevada de inmediato a un manicomio y todos están muy preocupados por la salud de Beatriz. El médico dice que es muy difícil que Beatriz pueda recuperar la vista y que sólo un milagro puede salvarla. Beatriz queda embarazada y Arturo está siempre cerca de ella. Beatriz da a luz a una linda niña pero ella no puede verla. 
Beatriz y Arturo toman la decisión de casarse otra vez por la iglesia. Se casan con la niña en los brazos y Beatriz, mientras se está celebrando la boda, de repente grita a todos "VEO!!!, PUEDO VER A MI NIÑA Y A TI, ARTURO!". Todos están contentos y emocionados y el cura mirando a la Virgen grita :"ESTO ES UN MILAGRO DE VOSOTROS! GRACIAS VIRGEN SANTA Y GRACIAS SEÑOR!" 
La novela termina con un final conmovedor. Arturo y Beatriz están juntos para siempre y ya nada ni nadie podrá separarlos ni acabar con el inmenso amor que sienten el uno por el otro.

## Reparto
- Catherine Fulop como Beatriz Castañeda de Arismendi
- Miguel Alcántara (†) como Arturo Andrés Arismendi.
- Carlos Márquez (†) como el padre Amado Quintana.
- Marisela Berti como Maruja Castañeda.
- Arturo Calderón (†)  como Don Baldomero.
- Yanis Chimaras (†) como El griego.
- Carlos Cámara Jr. como El griego (II).
- Maricarmen Regueiro como Érika Monasterio Santaella / Érika Castañeda.
- Marcelo Romo (†) como en el juez Gustavo Adolfo Castañeda.
- Rosita Vásquez (†) como Ofelia Vda. de Ascanio.
- Rosario Prieto como Miguelina "Maíta".
- Petite Kutlesa como Geraldine Arismendi
- Astrid Carolina Herrera como Estefanía.
- Adolfo Cubas como Miguel Ángel.
- Nury Flores como Inés Santaella.
- Carolina López como Alida Ascanio de Arismendi.
- Marisela Buitrago como Antonieta/Raiza.
- Flavio Caballero como Armando.
- Milena Santander como Enriqueta "Neneta La Ponqueta".
- Umberto Buonocuore
- Flavio Caballero como El Consagrado
- Marlene Maseda como Brenda Arismendi.
- Aidita Artigas Caballero
- Dolores Beltrán como Esperanza
- Henry Álvarez como "El Caribe".
- Estrella Castellanos
- Lourdes Medrano
- Marco Antonio Casanova como Elisaúl.
- Roberto Luque como Héctor Luis, alias "El Jaguar".
- Carlos Omaña
- Ricardo García como El Proletario
- Vanessa Reich Bigott como Keila
- Diego Balaguer como Horacio
- José Luis García como Leonardo
- Lucy Goncalves como Corazón

## Producción
- Tema musical - El hombre que yo amo
- Letra y música - Luis G. González.
- Arreglos - Rafael Medina.
- Intérprete - Caridad Canelón (Artista exclusiva de Sonoartists N.V.).
- Musicalización - Jacobo Pardo
- Arreglos musicales - Francisco Cabrujas
- Producción - Elizabeth Amiel
- Dirección - Aura Guevara
- Coordinación - Alexis Osuna
- Escenografía - Carlos A. Sánchez
- Diseño de vestuario - Antonio Alfonso
- Realización - Tamara Bozo
- Edición - Freddy Trujillo
- Asesor dramático - Arquímedes Romero

## Otras versiones
- La cadena venezolana Venevisión realizó en el año 1974 la primera versión de esta telenovela, que llevó por título Una muchacha llamada Milagros, producida por José Enrique Crousillat, dirigida por Orángel Delfín y protagonizada por José Bardina y Rebeca González.

- La productora mexicana Televisa realizó en 2008-2009 una nueva versión de esta telenovela titulada Cuidado con el ángel, producida por Nathalie Lartilleux, dirigida por Víctor Fouilloux, Víctor Rodríguez y Alberto Díaz y protagonizada por Maite Perroni y William Levy.

- Datos: Q10898096